# 顕忠日
顕忠日（けんちゅうび、朝鮮語: 현충일、ヒョンチュンイル）は、大韓民国の殉国者と戦没将兵を追悼する記念日。日付は6月6日。

## 由来
名称は李舜臣とその子孫を祀った顕忠祠に由来する。
日付は朝鮮戦争が勃発した月であることと、二十四節気の芒種に由来する。11世紀の契丹の高麗侵攻で戦死者の遺骨を芒種に行われる祭祀に合わせて自宅に送り届けたエピソードが考慮されている。

## 追悼式
毎年国立ソウル顕忠院あるいは、国立大田顕忠院で追悼行事が行われる。半旗が掲揚され、午前10時にサイレン吹鳴と共に1分間の黙祷が行われる。その際、全国225ヶ所の主要道路で車両が一時停車する。

## 年表
- 1956年4月、朝鮮戦争の戦死者を追悼する「顕忠記念日」として制定[4]。
- 1965年3月、ソウル顕忠院が国軍墓地から国立墓地に昇格したのに伴い、その年から独立運動犠牲者（殉国烈士）の追悼も加わる[1]。
- 1970年6月、祝日に制定[5]。
- 1975年12月「顕忠日」に改称。
- 1982年5月、国家記念日に制定。